# LG X Cam
El LG X Cam es un Teléfono inteligente de gama media diseñado por la compañía coreana "LG". El teléfono fue anunciado en febrero de 2016. y funciona con el sistema operativo Android  del modelo 6.0.1 de Marshmallow. Como su nombre lo indica, este teléfono está diseñado pensando en la cámara fotográfica, cuenta con dos cámaras traseras: una de 13mpx y otra de gran angular de 5pmx y una frontal para selfies de 8mpx. La pantalla de 13,2 cm con resolución 1920x1080 y graba a full HD.

## Cámaras
Lo que salta a la vista del Teléfono inteligente es la cámara dual trasera, una funciona como cámara normal del dispositivo  con resolución de 13 mpx, la otra funciona como gran angular de 23 mm con resolución de 5 mpx, lo que indica que su campo de imagen es mucho mayor, pero las imagen tiende a distorsionarse por el efecto ojo de pez. Las dos cámaras se funcionan para crear lo que la empresa le ha dado el nombre de Efecto pop-out el cual crea filtros en la imagen.
Las fotos panorámicas se realizan mediante un barrido fotográfico que consiste en un programa que va fusionando las imágenes mientras se mueve el dispositivo, para dar mayor cobertura el teléfono sólo toma la foto con el móvil vertical.
La cámara delantera cuenta con 8 mpx y resolución en full HD, no cuenta con el barrido panorámico para selfies amplias.

## Galería

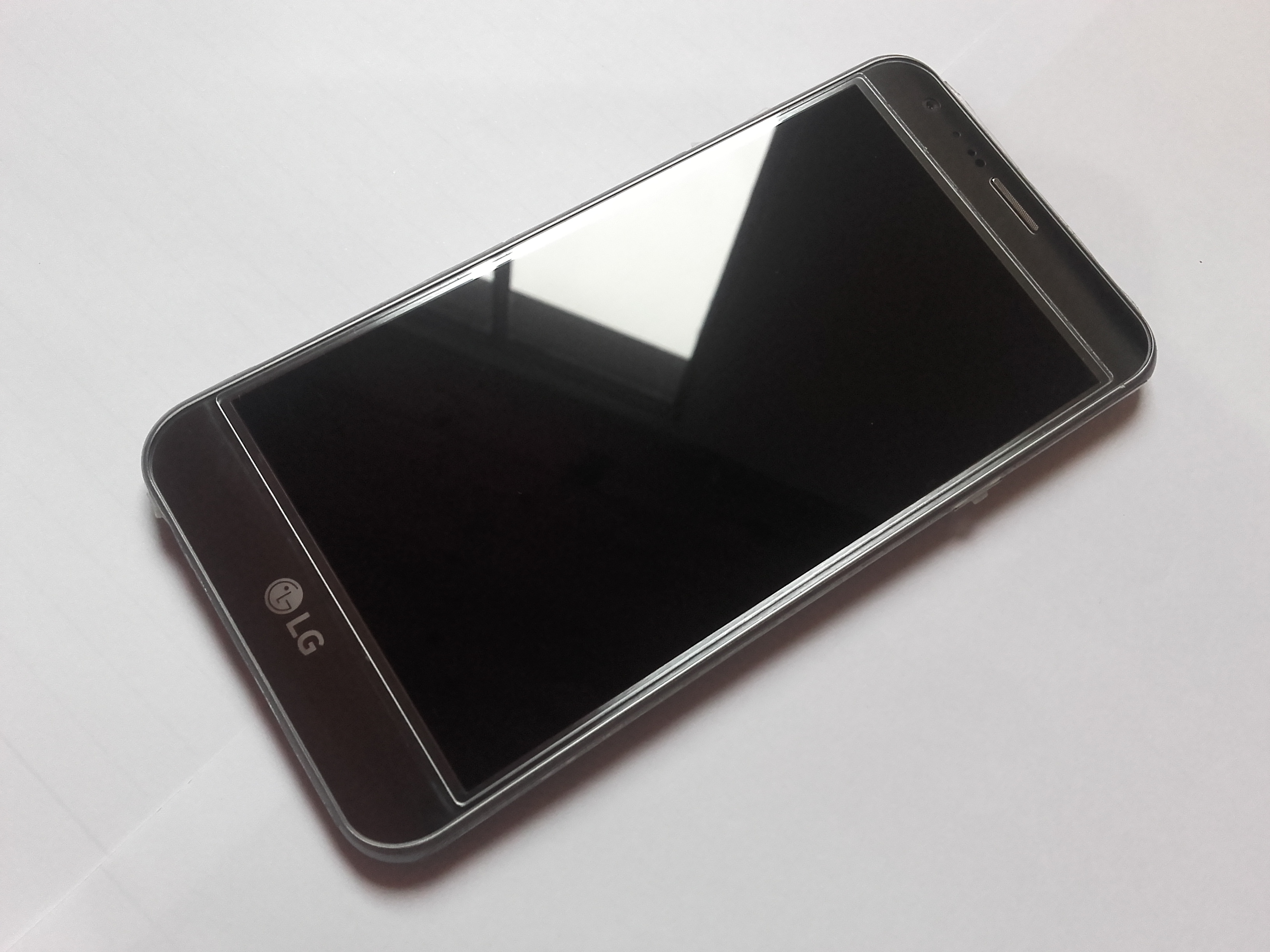
Teléfono apagado
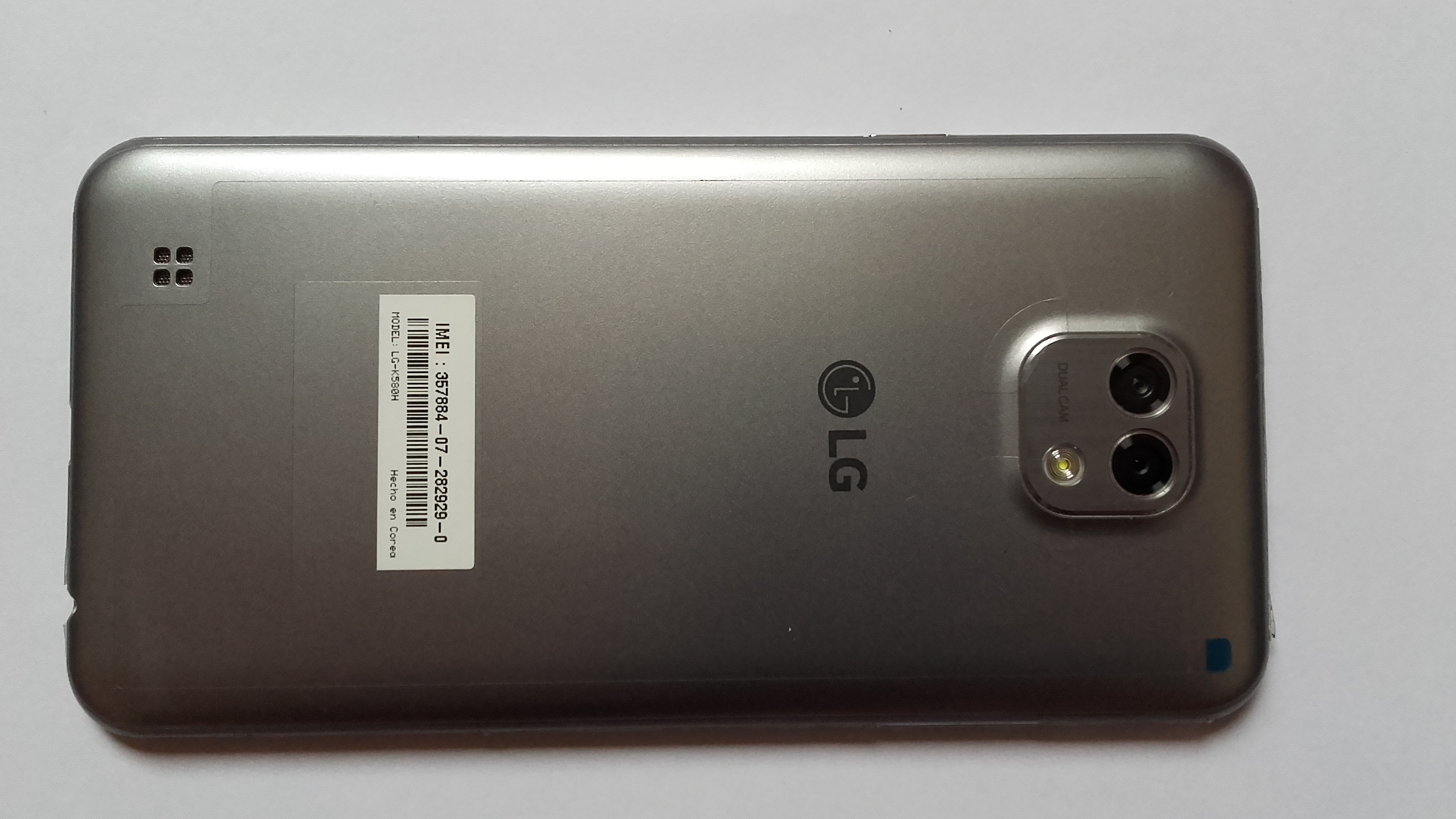
Cámara dual
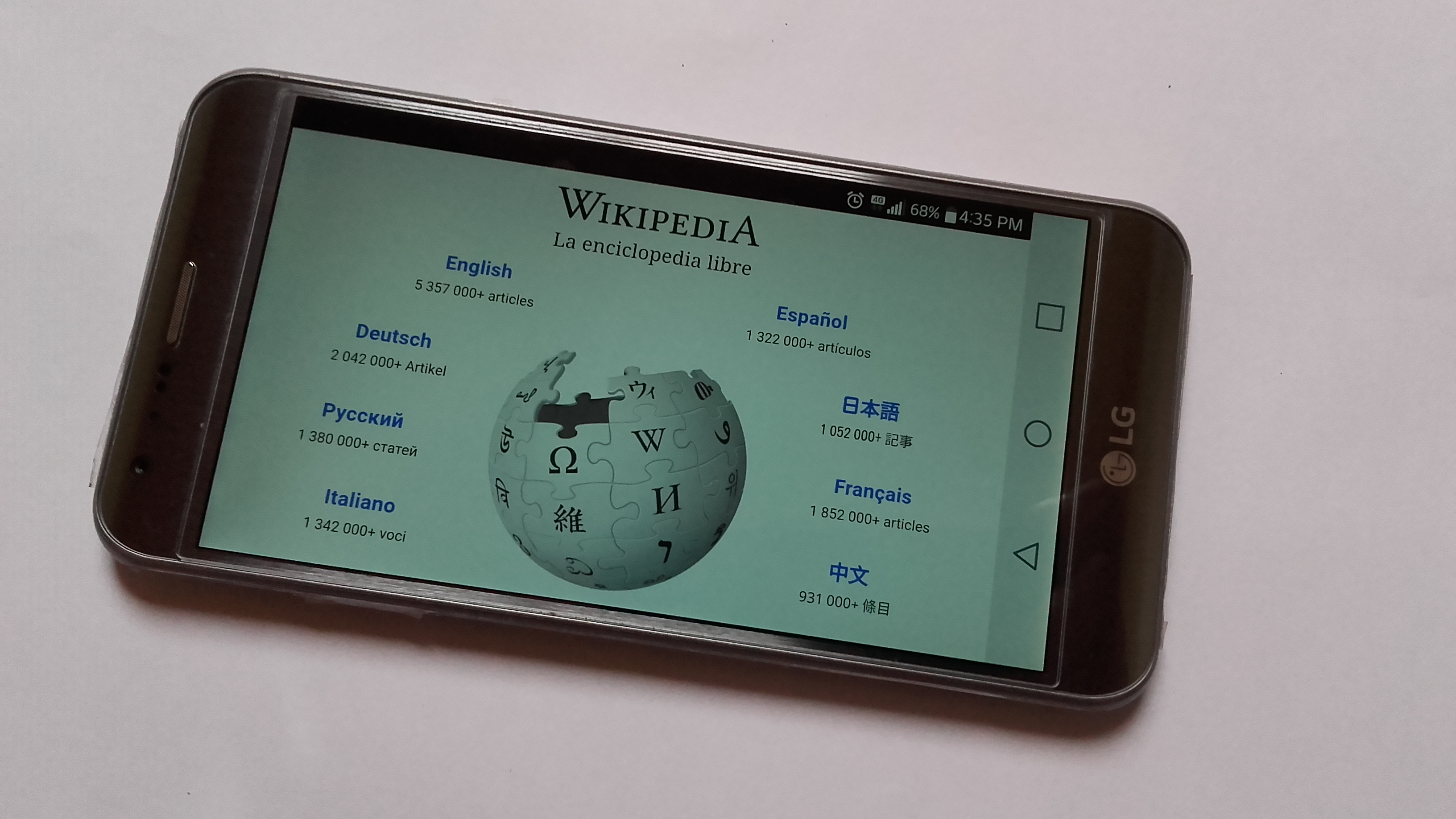
Web de Wikipedia
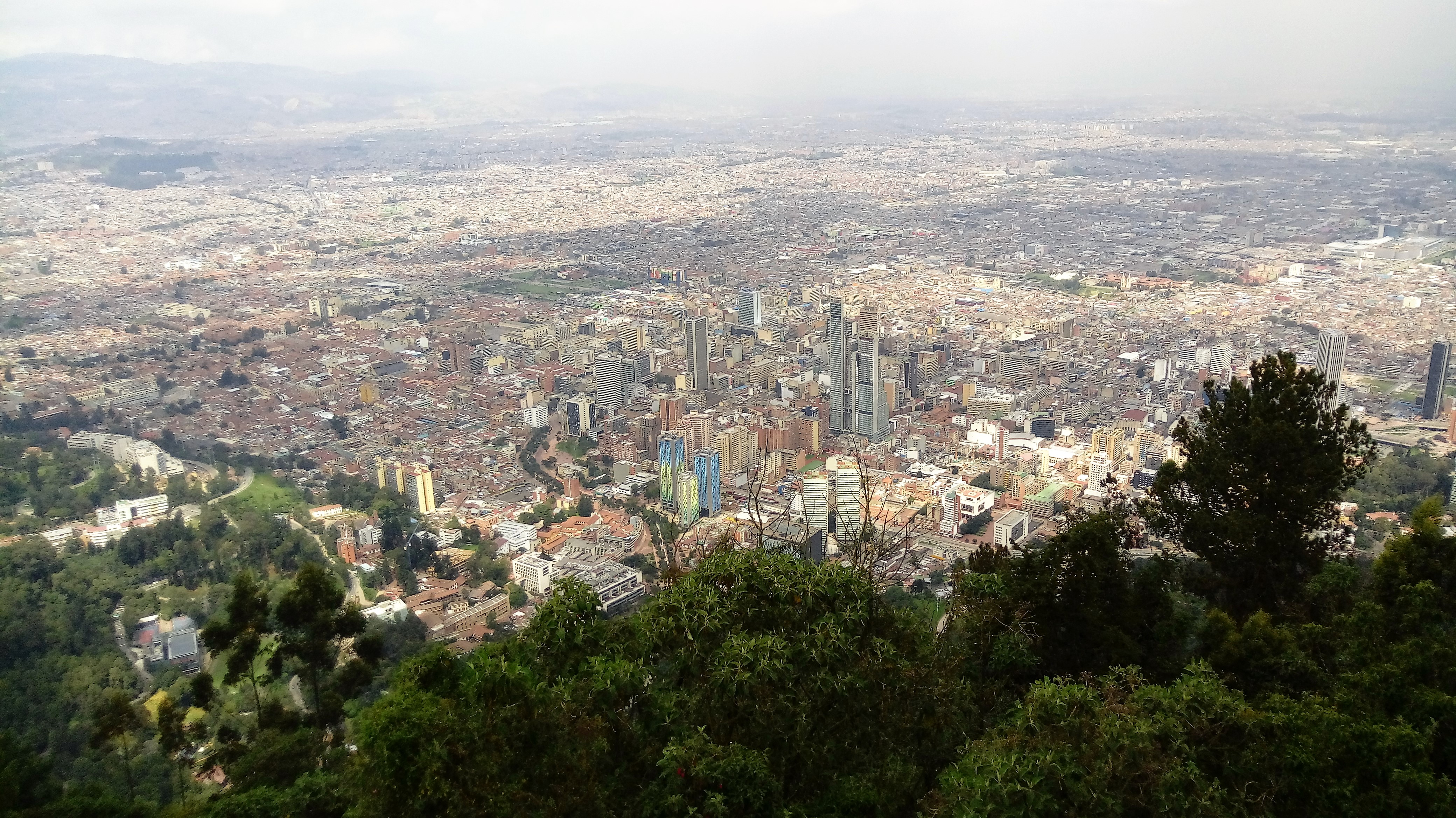
Cámara principal
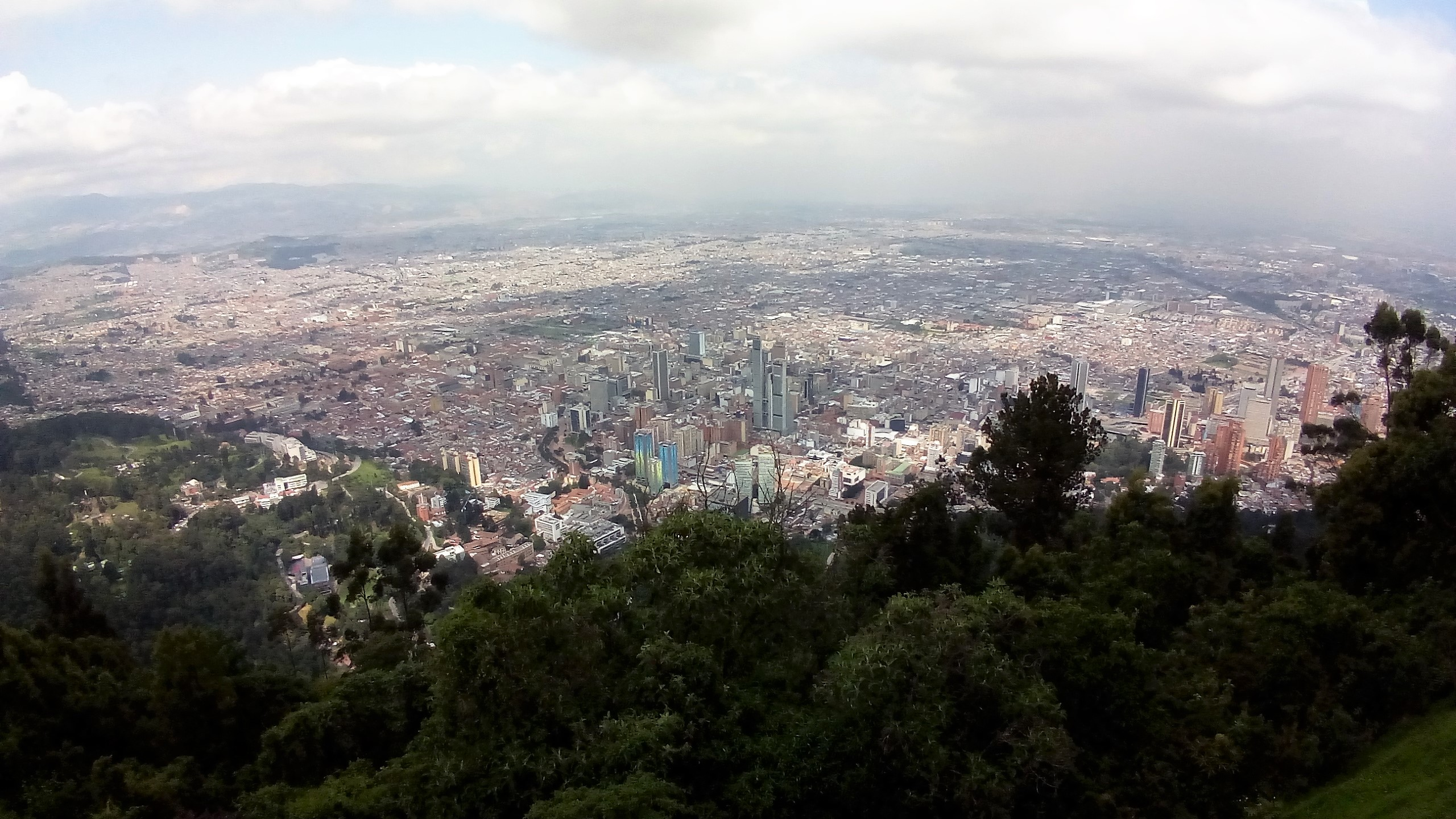
Cámara gran angular